# Serhij Perewersjew
Serhij Wjatscheslawowytsch Perewersjew (ukrainisch Сергій В’ячеславович Переверзєв; russisch Сергей Вячеславович Переверзев Sergei Wjatscheslawowitsch Perewersew; internationale Schreibweise Sergei V. Pereverzyev; * 30. April 1955 in Dnipropetrowsk, Ukrainische SSR) ist ein ukrainischer Mathematiker und Hochschullehrer.

## Ausbildung
Perewersjew studierte Mathematik an der Nationalen Oles-Hontschar-Universität Dnipro. 1977 schloss er sein Studium mit dem Diplom ab. Er promovierte 1980 an der Nationalen Akademie der Wissenschaften der Ukraine in Kiew bei Nikolai P. Korneitschuk. 1989 habilitierte er sich in Moskau.

## Beruf
Von 1981 bis 1983 arbeitete Perewersjew als wissenschaftlicher Mitarbeiter am mathematischen Institut der Nationalen Akademie der Wissenschaften der Ukraine. 1994 war er Gastprofessor für Mathematik an der Universität Peking. Von 1994 bis 2003 ging er als Gastprofessor für Mathematik an die Technische Universität Kaiserslautern. Seit 2003 ist Perewersjew leitender Forscher der Arbeitsgruppe Inverse Probleme am Johann Radon Institute for Computational and Applied Mathematics (RICAM) der Österreichischen Akademie der Wissenschaften in Linz.

## Forschungsinteressen
Perewersjew forscht auf dem Gebiet der Funktionalanalysis, der Approximationstheorie und der Komplexitätstheorie. Er untersucht inverse und inkorrekt gestellte Probleme.
Perewersjew hat mehr als 300 Publikationen und einen h-Index von 38.

## Mitgliedschaften, Ämter, Engagement
Perewersjew ist Mitglied mehrerer Institutionen, Vereinigungen und Arbeitsgruppen, darunter
- der Arbeitsgruppe 1.1 Stetige Algorithmen und Komplexität der International Federation for Information Processing
- der Arbeitsgruppe Inverse Probleme in der Geodäsie der International Association of Geodesy
- der Redaktion des Journal of Complexity, Elsevier[2]

## Preise, Auszeichnungen
Im Jahr 2000 erhielt Perewersjew den internationalen Joseph-F.-Traub-Preis für erreichte Ergebnisse auf dem Gebiet der informationsbasierten Komplexität.

## Familie
Perewersjew ist verheiratet und hat einen Sohn (* 1980), der ebenfalls Sergei heißt, Mathematiker ist und auf ähnlichem mathematischen Gebiet arbeitet wie sein Vater.

## Veröffentlichungen (Auswahl)
- Sergei Pereverzyev: An Introduction to Artificial Intelligence Based on Reproducing Kernel Hilbert Spaces, 2022, Birkhäuser, 2022, ISBN 978-3030983154
- Sergey Pereverzev: Detecting low-energy interactions and the effects of energy accumulation in materials, 2022, Physical Review D, Band 105 online
- Stefan Heinrich, Sergei Pereverzev, Joseph Traub, Grzegorz Wasilkowski: Algorithms and Complexity for Continuous Problems, 2021, Schloss Dagstuhl-Leibniz-Zentrum für Informatik online
- Sergei V Pereverzyev, Pavlo Tkachenko: Regularization by the linear functional strategy with multiple kernels, 2017, Frontiers in Applied Mathematics and Statistics, Band 3 online
- Sergei Pereverzev, Eberhard Schock: On the adaptive selection of the parameter in regularization of ill-posed problems, 2005, SIAM Journal on Numerical Analysis, Band 43 online
- Michael Nussbaum, Sergei V Pereverzev: The degrees of ill-posedness in stochastic and deterministic noise models, 2005
- Sergei V Pereverzev, Siegfried Prößdorf: On the characterization of self-regularization properties of a fully discrete projection method for Symm's integral equation, 2000, The Journal of Integral Equations and Applications online
- Sergei Pereverzev, Eberhard Schock: Morozov's discrepancy principle for tikhonov, 2000, Numerical Functional Analysis and Optimization, Band 21 online
- Sergey V Pereverzev, A Loshak, Scott Backhaus, JC Davis, RE Packard: Quantum oscillations between two weakly coupled reservoirs of superfluid 3He, 1997, Nature, Band 388 online
- Sergei V Pereverzev: Optimization of projection methods for solving ill-posed problems, 1995, Computing, Band 55
- Karin Frank, Stefan Heinrich, Sergei Pereverzev: Information complexity of multivariate Fredholm equations in Sobolev, 1995, Universität Kaiserslautern

## Online-Beitrag
- Wenn Mathematik Leben rettet (Sergei V. Pereverzyev) auf YouTube, 17. August 2023, abgerufen am 19. August 2023.